# Nominale klasse
De nominale klasse of naamwoordklasse is in zijn algemeenheid de manier waarop een zelfstandig naamwoord op morfologisch niveau wordt ingedeeld.
De bijbehorende classificeerders zijn in de regel uitgangen, dus gebonden morfemen. (Het Japans, Thai en de Chinese talen zijn anderzijds voorbeelden van talen met vrije classificeerders).
Sommige taalkundigen trekken nominale klassen op één lijn met het grammaticale geslacht.

## Overzicht
In natuurlijke talen kunnen zelfstandige naamwoorden in het algemeen op 3 manieren worden gecategoriseerd:
- op grond van hun betekenis
- op morfologisch niveau, dat wil zeggen door ze tezamen te groeperen met zelfstandige naamwoorden van gelijke vorm
- op willekeurige wijze

Van deze drie methoden heeft over het algemeen een van de drie de voorkeur. De manier waarop zelfstandige naamwoorden worden gecategoriseerd verschilt zo per taal en nog sterker per taalfamilie. De volgende criteria worden het meest gehanteerd:
- Bezield/onbezield (bijvoorbeeld in het Ojibwe)
- Rationeel/irrationeel (bijvoorbeeld in het Tamil)
- Menselijk/niet-menselijk
- Menselijk/dierlijk/onbezield
- Mannelijk/anders
- Menselijk en mannelijk/anders
- Mannelijk/vrouwelijk
- Mannelijk/vrouwelijk/onzijdig
- Sterk/zwak
- Vergrotend/verkleinend

Over het algemeen bestaat er een zekere correlatie tussen de vorm van het object of de entiteit waarnaar verwezen wordt (de referent) en de nominale klasse van het bijbehorende woord.

## Taalfamilies
In het Ojibwe en de meeste andere Algonkische talen wordt door middel van classificeerders onderscheid gemaakt tussen bezielde en onbezielde zaken. Hierbij spelen sterk cultuurgebonden elementen ook een belangrijke rol. Het gaat dan om bijzaken zoals het toekennen van kracht of vitaliteit. Zo worden bepaalde dingen die rechtstreeks met de aarde zijn verbonden, zoals een aardbei, als krachtig en daarom tevens als bezield beschouwd, terwijl anderzijds een framboos onbezield is. Door middel van classificeerders wordt dit onderscheid in de taal expliciet gemaakt.
In Athabaskische talen (zoals het Navajo) worden zelfstandige naamwoorden gecategoriseerd op grond van hun (on)bezieldheid, vorm en consistentie. De classificering is echter niet zichtbaar in de zelfstandige naamwoorden zelf, maar in het werkwoord waar ze een argument (onderwerp of lijdend voorwerp) bij zijn. Vergelijk ter illustratie de volgende twee zinnen:
- Shi’éé’ tsásk’eh bikáa’gi dah siłtsooz , "Mijn hemd ligt op bed"
- Siziiz tsásk’eh bikáa’gi dah silá, "Mijn riem ligt op bed"

In beide zinnen is het laatste woord de werkwoordsvorm die "ligt" betekent. Omdat het argument in de eerste zin verwijst naar iets in de werkelijkheid dat een iets andere vorm (plat) heeft dan in de tweede zin, krijgt de werkwoordsvorm in beide zinnen verschillende suffixen.
In het Koyukon is de manier van categoriseren wat ingewikkelder, omdat hier tevens gebruik wordt gemaakt van betekenisonderscheidende prefixen. Zo duidt het suffix -tonh in het algemeen ingesloten voorwerpen aan. Gecombineerd met verschillen prefixen levert dit bijvoorbeeld de woorden daaltonh ("in doos ingesloten voorwerp") naast etltonh ("in zak ingesloten voorwerp") op.
Ook in veel Australische talen, zoals het Dyirbal, bestaan allerlei nominale klassen. De manier van categoriseren verschilt per taal. In het Dyirbal wordt de indeling gemaakt op grond van de volgende 4 criteria:
- bezielde voorwerpen, mensen
- vrouwelijk, water, vuur, geweld
- eetbaar fruit, groente
- alle overige zaken

Dit houdt concreet in dat vuur, met vuur verband houdende zaken en gevaarlijke dingen in de klasse "vrouwelijk" worden ingedeeld. In het Ngangikurrunggurr, een Murrinh-Patha-taal, hebben hoektanden en jachtwapens een aparte nominale klasse. In het Diyari wordt alleen onderscheid gemaakt tussen vrouwelijk enerzijds en alle andere zaken anderzijds. De Australische taal met de meeste nominale klassen (16) is waarschijnlijk het Yanyuwa. Naast het onderscheid mannelijk/mannelijk onbezield en vrouwelijk/vrouwelijk onbezield worden in deze taal zelfstandige naamwoorden die verband houden met bijvoorbeeld voedsel en bomen ook apart behandeld.
In sommige Abchazo-Adygese en Nach-Dagestaanse talen (behalve het Lezgisch, Udi en Aghul) bestaan ook nominale klassen. Sommige van deze talen hebben maar twee klassen, andere zoals het Bats hebben er acht. De meest gehanteerde criteria zijn "mannelijk/vrouwelijk/dierlijk/voorwerp". Het Andi heeft een aparte klassen voor insecten. Het Abchazisch maakt een onderscheid tussen menselijk en mannelijk, menselijk en vrouwelijk en niet menselijk. In het Oebychs wordt een soortgelijk onderscheid gemaakt, maar alleen in bepaalde gevallen. In al deze talen wordt de nominale klasse echter niet in het zelfstandig naamwoord zelf gemarkeerd maar in een woord dat er een syntactische relatie mee heeft.
De Niger-Congotalen onderscheiden tien of meer klassen, ter vervanging van zaken als getal en naamval. Sommige zijn uitsluitend gereserveerd voor mensen. Het Fula onderscheidt ca. 26 klassen; het precieze aantal verschilt per dialect. Volgens Carl Meinhof onderscheiden de Bantoetalen in totaal 26 nominale klassen, die echter in geen enkele taal allemaal aanwezig zijn. Het aantal varieert van 10 tot 20 (in het Shona). In het Wunjo worden volgens Steven Pinker 16 klassen onderscheiden op grond van precieze locatie, het al dan niet aanwezig zijn in clusters en abstractheid.

## Lijst van talen op grond van indeling van zelfstandige naamwoorden

### Talen met nominale klassen
- alle Bantoetalen, zoals:
  - Luganda
  - Swahili
  - Zoeloe
- Bats
- Dyirbal
- Fula (Fulfulde, Pulaar, Pular)

### Kunsttalenmet nominale klassen
- Arahau (20 nominale klassen)
- Klingon (vermogen tot spreken/lichaamsdelen/anders)

### Talen zonder nominale klassen en zonder grammaticaal geslacht
- Afrikaans
- Altaïsche talen
- Armeens
- Azerbeidzjaans
- Baskisch
- Bengali
- Bislama
- Bugis
- Birmees
- Cebuano
- Centraal Yup'ik
- Chinese talen
- Chol
- Engels
- Esperanto
- Estisch
- Farsi
- Filipijns
- Fins
- Georgisch
- Guaraní

- Hawaïaans
- Hongaars
- Hurriaans
- Ido
- Ilocano
- Indonesisch
- Interlingua
- Japans
- Kannada
- Khmer
- Koreaans
- Lao
- Lojban
- Plateaumalagasi
- Malay
- Malayalam
- Makasar
- Mandar
- Mandétalen
- Papiaments
- Nahuatl

- Pirahã
- Quechua
- Quenya
- Sindarijns
- Singalees
- Sami-talen
- Tamil
- Telugu
- Tetum
- Thai
- Tlingit
- Tok Pisin
- Toki Pona
- Tulu
- Turks
- Tzotzil
- Tzeltal
- Urartisch
- Vietnamees
- Yoruba